# Theridion darolense
Theridion darolense là một loài nhện trong họ Theridiidae.
Loài này thuộc chi Theridion. Theridion darolense được Embrik Strand miêu tả năm 1906.